# Deutsche Fußballmeisterschaft der A-Junioren 1969/70
Die deutsche Fußballmeisterschaft der A-Junioren 1970 war die 2. Auflage dieses Wettbewerbes. Meister wurde Hertha Zehlendorf, das im Finale TuS Altrip mit 3:2 besiegte.

## Teilnehmende Mannschaften
An der A-Jugendmeisterschaft nahmen die vier Regionalverbandsmeister sowie der Meister aus Berlin teil.
| Regionalverband Nord            | Regionalverband West    | Regionalverband Südwest | Regionalverband Süd           | Berlin                      |
| ------------------------------- | ----------------------- | ----------------------- | ----------------------------- | --------------------------- |
| - Hamburg: SC Concordia Hamburg | - Westfalen: VfL Bochum | - Südwest: TuS Altrip   | - Hessen: Eintracht Frankfurt | - Berlin: Hertha Zehlendorf |

## Qualifikation
|                      | Ergebnis |            |
| -------------------- | -------- | ---------- |
| SC Concordia Hamburg | 2:6      | TuS Altrip |

## Endturnier inBochum

### Halbfinale
| Datum            |                   | Ergebnis               |                     |
| ---------------- | ----------------- | ---------------------- | ------------------- |
| Sa 11.07., 16:00 | Hertha Zehlendorf | 0:0 n. V. Losentscheid | Eintracht Frankfurt |
| Sa 11.07.        | VfL Bochum        | 0:1                    | TuS Altrip          |

### Spiel um Platz 3
| Datum           |                     | Ergebnis |            |
| --------------- | ------------------- | -------- | ---------- |
| So 12.07., 9:30 | Eintracht Frankfurt | 6:1      | VfL Bochum |

### Finale
| Hertha Zehlendorf                                                  | Hertha Zehlendorf | TuS Altrip | TuS Altrip |
| ------------------------------------------------------------------ | --- | --- | ---------- |
| Hertha Zehlendorf                                                  | \| Sonntag: 12. Juli 1970 in Bochum (Stadion an der Castroper Straße) \| \| Ergebnis: 3:2 (1:2) \| \| Zuschauer: 7.000 \| \| Schiedsrichter: Gerd Siepe (Bergheim) \| | \| Sonntag: 12. Juli 1970 in Bochum (Stadion an der Castroper Straße) \| \| Ergebnis: 3:2 (1:2) \| \| Zuschauer: 7.000 \| \| Schiedsrichter: Gerd Siepe (Bergheim) \|                                                                               | TuS Altrip |
| Hertha Zehlendorf                                                  | Bernhard Hartfiel – Herbert Hochheim – Wolf-Dieter Ludwig, Michael Rieger, Rüdiger Kullak (69. Gerhard Biermann) – Klaus-Peter Hanisch , Harald Bertz (55. Reinhard Boehnke) – Dieter Winter, Norbert Stolzenburg, Ulrich Pfisterer, Erwin Kunert Cheftrainer: Gerd Bialek | Ronald Scherreik (46. Detlef Gohlke) – Manfred Kaltz – Herbert Stein, Rudi Winterkorn, Hans-Jürgen Klüh – Dieter Remelius, Dieter Rösel, Dieter Bayer – Klaus Vanselow, Reinhard Pfeiffer , Kurt Böhm (58. K.L. Keller) Cheftrainer: Hermann Jöckel | TuS Altrip |
| Hertha Zehlendorf                                                  | 1:2 Erwin Kunert (24.) 2:2 Norbert Stolzenburg (43.) 3:2 Erwin Kunert (78.) | 0:1 Kurt Böhm (7.) 0:2 Kurt Böhm (19.) | TuS Altrip |
| Sonntag: 12. Juli 1970 in Bochum (Stadion an der Castroper Straße) | | |            |
| Ergebnis: 3:2 (1:2)                                                | | |            |
| Zuschauer: 7.000                                                   | | |            |
| Schiedsrichter: Gerd Siepe (Bergheim)                              | | |            |